# Stefan Engels
Stefan Engels (* 14. Februar 1967) ist ein deutscher Organist und Hochschullehrer.
Engels nahm ersten Privatunterricht in Orgel und Klavier bei Wolfgang Seifen. Von 1983 bis 1986 studierte er Kirchenmusik am Gregoriushaus in Aachen (B-Examen mit Auszeichnung) unter Hans-Josef Roth. Von 1987 bis 1990 wirkte er als Kirchenmusiker in Viersen-Dülken. 
Ab 1990 folgten Aufbaustudiengänge in Orgel und Chorleitung in Düsseldorf (Robert Schumann Hochschule) und Köln (A-Examen und Konzertexamen). Weitere Studien führten ihn in die USA zu Robert T. Anderson (Dallas) und zu Wolfgang Rübsam (Evanston). 
1999 wurde Engels Professor für Orgelspiel am Westminster Choir College of Rider University, Princeton, New Jersey, USA. Als Nachfolger von Arvid Gast lehrte er von 2005 bis 2015 am Kirchenmusikalischen Institut der Hochschule für Musik und Theater „Felix Mendelssohn Bartholdy“ Leipzig. 2014 übernahm er die Stiftungsprofessur an der Southern Methodist University in Dallas, USA.
Engels hat zahlreiche Tonträger für die Labels Naxos und Genuin eingespielt. Für Priory produziert er das Gesamtwerk für Orgel des Komponisten Sigfrid Karg-Elert. 
Stefan Engels lebt in Charleston (South Carolina/USA) und Leipzig.

## Tonträger (Auswahl)
- Gesamtwerk von Sigfrid Karg-Elert